# Santa Rosa de Aguán
Santa Rosa de Aguán è un comune dell'Honduras facente parte del dipartimento di Colón.
Il comune è stato istituito nel 1892.